# Rafael Araujo (activista)
Rafael Araujo (Timotes, estado Mérida, Venezuela, 1953), también conocido como el Señor Papagayo, es un protestante venezolano conocido por acompañar desde al menos 2005 distintas marchas, protestas y movilizaciones de la oposición con papagayos en los que coloca mensajes políticos alusivos a los problemas nacionales del momento. En diez años elaboró más de 6 000 papagayos.

## Biografía
Rafael Araujo se mudó a la parroquia Carapita del municipio Libertador de Caracas a los cuatro años. Según él, hace papagayos desde los 7 años de edad. Rafael Araujo solo tiene tercer año de bachillerato, el cual sacó de adulto en las escuelas de Fe y Alegría. Estudió arte en la escuela Cristóbal Rojas, pero se retiró cuando el profesor Petrovsky se jubiló. En el pasado, se rebuscaba con trabajos como pintor de brocha gorda, pero actualmente se dedica exclusivamente a hacer papagayos para las protestas venezolanas. En 2005 se le ocurrió por primera vez utilizar los papagayos, cuando «Chávez traicionó su palabra». El primer papagayo que Rafael hizo medía aproximadamente tres metros; lo armó para llevarlo y elevarlo en una marcha hacia la sede de la Defensoría del Pueblo, «donde estaba aquel defensor del pueblo que dijo que no había presos políticos, sino políticos presos» cuya convocatoria estuvo a cargo del dirigente del partido Alianza Bravo Pueblo Oscar Pérez. El papagayo en esa oportunidad era una bandera nacional gigante, pero se rompió y tuvo armar otro más pequeño. Se decidió por un papagayo de color amarillo que decía «Libertad» con letras negras y que llevó a la avenida Libertador, uno de los puntos de salida.
Una vez hizo un papagayo que decía «Franklin Brito por ti seguimos», el cual se lo llevó a la sede de la Organización de Estados Americanos, donde el granjero estaba realizando una huelga de hambre, y según Araujo, le gustó mucho. Después de la muerte de Brito, Rafael no cambió el papagayo, pensando que causaría indignación suficiente para que empezaran protestas y hubiese un cambio de gobierno, pero al no ocurrir empezó a hacer papagayos con mensajes sobre los nuevos problemas nacionales. Para 2015, Araujo explicó que no expone sus papagayos en el municipio Libertador debido a que en el pasado ha sido insultado por chavistas y ha sido agredido por buhoneros y policías; grupos del chavismo le han roto su papagayo al menos dos veces, una vez en la plaza Bolívar y otra en San Bernardino, pero piensa que el chavismo se ha reducido debido a la escasez de alimentos en el país. El 10 de enero de 2015 se reportó falsamente que fue detenido al ser confundido por el periodista y dirigente opositor Carlos Julio Rojas porque eran muy amigos desde hace seis años y a veces estaban juntos. Desde esa época conoció a Conan Quintana, dirigente universitario asesinado el 14 de mayo de 2015. Una vez fue detenido por militares, quienes lo llevaron a la base aérea La Carlota, pero no fue agredido. En mayo de 2015 fue entrevistado por el periodista Leonardo Padrón.
EL 2 de marzo de 2016 Rafael fue agredido por la Policía Nacional Bolivariana (PNB) durante una protesta de Vente Venezuela por la crisis eléctrica del país y encabezada por María Corina Machado frente a la sede de Corpolec de San Bernardino, Caracas. Al día siguiente, el 3 de marzo, la plataforma cultural La Ventana y el concejal del municipio Baruta Luis Somaza inauguraron la exposición itinerante «Papagayos de La Libertad» en la avenida principal de Las Mercedes, una exhibición con mensajes de protesta por los problemas en Venezuela realizados por Rafael.
En 2017 Araujo sostuvo que era mucho más aceptado en la zona de la que reside, en La Candelaria, Caracas, debido a que la popularidad del gobierno había bajado considerablemente, donde participó mucho en protestas y en actividades con los ciudadanos. El 24 de marzo de 2017 el alcalde metropolitano Antonio Ledezma subió una foto a través de su cuenta en Instagram de Rafael protestando contra la escasez de gasolina, cuyo papagayo decía «Al burro no le preocupa la gasolina porque él nada con pura paja». Rafael Araujo fue incluido en una exposición «Somos Más, La Venezuela Posible» del artista plástico y caricaturista Eduardo Sanabria (EDO) sobre las protestas de 2017 en el Museo Vial del Paseo Enrique Eraso en el municipio Baruta, en Caracas.
El 19 de enero de 2018 Rafael se presentó a las afueras de la morgue de Bello Monte junto a un grupo de personas para solidarizarse con los familiares de las víctimas de la Operación Gedeón, también conocida como la Masacre del Junquito, expresando en su papagayo «El derecho a la vida es inviolable» e ilustrando los ojos del inspector fallecido Óscar Pérez. El 30 de enero Araujo se presentó en la emisora de radio RCR para dedicarle un papagayo a María Corina Machado en el que dice «2018 El mundo nos dice no al fraude Participar es complicidad», aluyendo a las elecciones presidenciales de 2018.
El 11 de junio Araujo fue amenazado y agredido en el Metro de Caracas por un sujeto con una franela del presidente Nicolás Maduro; su papagayo decía «El metro es tan malo como la harina para las arepas».

## Vida personal
Rafael no tiene hijos, vive con su madre y es divorciado, pero mantiene contacto con su exesposa, a la que considera su amiga y ha hecho colas para comprarle comida. Cuando se separó de su esposa volvió a pintar cuadros, pero no para vender. A pesar de estar desempleado, Rafael se dedica a realizar papagayos gracias a la ayuda económica de las personas y ahorros personales. No tuvo la intención de hacer papagayos por tanto tiempo al pensar que la situación no duraría por tanto tiempo. Araujo ha asegurado que está decidido a continuar haciendo papagayos hasta que la situación del país cambiase o «hasta que el cuerpo aguante». Con el tiempo ha guardado sus papagayos y ha considerado hacer un libro o una exposición con fotos de él y sus papagayos día por día que contengan una reseña histórica general.